# Culex schilfgaardei
Culex schilfgaardei är en tvåvingeart som beskrevs av Sirivanakarn 1968. Culex schilfgaardei ingår i släktet Culex och familjen stickmyggor. Inga underarter finns listade i Catalogue of Life.